# هجوم الناصرية 2017
هجوم ذي قار (سبتمبر 2017) هو هجوم مزدوج شنّه عدد من أعضاء تنظيم داعش 14 سبتمبر 2017 على أطراف الناصرية في محافظة ذي قار الجنوبية، مما أسفر عن مقتل ما لا يقل عن 84 شخصا وإصابة 93 آخرين.
شمل الهجوم اقتحام مطعم على الطريق السريع قرب مدينة الناصرية مركز محافظة ذي قار جنوب العراق بواسطة مسلحين مجهولين فتحوا النار على الموجودين فيه وكذلك انفجار سيارة مفخخة قرب حاجز أمني قريب من المطعم.
وأعلن تنظيم داعش مسؤوليته عن الهجوم. وأفادت تقارير بأن هناك زوار إيرانيون من بين القتلی والجرحی.

## الخلفية
جاءت هذه الهجمات في الوقت الذي واجهت فيه تنظيم الدولة الإسلامية سلسلة من الهزائم في كل من العراق وسوريا المجاورة، بما في ذلك فقدان الموصل بعد معركة استمرت 9 أشهر في أوائل يوليو، تلتها هجوم الحكومة العراقية الناجح على بلدة تلعفر القريبة في أواخر أغسطس. وقال مسؤولون أمريكيون أن المنظمة الإرهابية تدهورت بشدة بعد أن فقدت ما يقرب من 90 في المائة من الأراضى التي سيطرت عليها خلال الهجوم الذي وقع عام 2014 في جميع أنحاء العراق بما في ذلك الأماكن المأهولة بالسكان التي كانت تمتلك مصانع لصنع سيارات مفخخة وعبوات ناسفة محلية الصنع. وهذا يعني أن الأعضاء سيعتمدون بصورة متزايدة على مجموعة من الانتحاريين والأسلحة الآلية وغيرها من الوسائل كوسيلة أساسية لاستهداف البنية التحتية المدنية والحكومية، كما يتضح من سلسلة من الهجمات التي وقعت في تكريت، فضلا عن قصف في صالة الآيس كريم في بغداد.
وحذر محللون وصّحفيون على حد سواء من أنه على الرغم من النكسات الأخيرة، ظلت المجموعة قادرة على شن هجمات في جميع أنحاء العراق، وخاصة في أهداف لينة مثل المطاعم وأماكن الترفيه.

## الهجوم
في الهجوم الأول الذي وقع في وقت الغداء، وصل عدد من المسلحين وانتحاري واحد على الأقل يرتدون الزي العسكري إلى ثلاث سيارات ودخلوا مطعم فدك على الطريق السريع 1 في بغداد، وهو موقف شعبي للزّوار الذين يسافرون شمالا إلى النجف وكربلاء. ثم بدأ المهاجمون يطلقون النار على أسلحة آلية ويلقون قنابل يدوية، مما أسفر عن مقتل أو إصابة ما لا يقل عن 50 شخصا. وبعد ذلك بوقت قصير، فجر انتحاريان، أحدهما كان يقود سيارة مزورة بالمتفجرات، أنفسهما عند نقطة تفتيش تابعة للشرطة، مما تسبب في وقوع مزيد من الإصابات. وقد أسفر الهجومان عن مقتل 84 شخصا وإصابة 93 آخرين بجراح، معظمهم في حالة خطيرة.
وبحسب حاكم المحافظة يحيى الناصري، كان من المتوقع أن يكون معظم الضحايا من الزوار الشيعة الإيرانيين والعراقيين، الذين كانوا داخل المطعم في وقت الهجوم الأول. وشكل الهجومان التوأمان واحدا من أعلى الخسائر في يوم واحد من أي حادث مماثل في جنوب العراق منذ الغزو الأمريكي في عام 2003، وكان الأكثر دموية منذ استعادة الحكومة للموصل في يوليو 2017. وكانت جماعة الدولة الإسلامية قد استهدفت سابقا الزوار العراقيين والإيرانيين أثناء مسيرة الأربعين في عام 2016، مما أسفر عن مقتل أكثر من 120 شخصا في تفجيرات عدة شاحنات في مدينة الحلة الوسطى.

## تبني الهجوم
أعلن تنظيم داعش مسؤوليته عن الهجوم. وجاء في بيان نشرته ما تعرف بـ«وكالة أعماق للأنباء» التي تعتبر الذراع الإعلامية لتنظيم داعش أن الهجومين استهدفا الشيعة في الناصرية. وقال التقرير إن المهاجمين كانوا متنكرين كأفراد في قوات الحشد الشعبي - وهي جماعة شيعية أساسا، قاتلت إلى جانب القوات العراقية ضد داعش-.

## ردود أفعال

### محلية
إيران: أدان المتحدث باسم الخارجية الإيرانية بهرام قاسمي بشدة الاعتداء الإرهابي معربا عن مواساته للحكومة والشعب في العراق وأسر ضحايا هذه الجريمة الوحشية. وأعرب قاسمي عن أسفه البالغ لاستشهاد وجرح عدد من الزوار الإيرانيين اثر الحادثة.
 كردستان العراق: أدانت رئاسة إقليم كردستان، بشدة الهجوم المزدوج الذي شنه تنظيم «داعش» على محافظة ذي قار لافتة إلى أن «مواجهة الإرهاب بحاجة إلى تنسيق وتعاون بين جميع الأطراف».
 الإمارات العربية المتحدة: أدانت دولة الإمارات العربية المتحدة الهجوم الإرهابي داعية المجتمع الدولي إلى التكاتف في مواجهة هذه الآفة الخطيرة التي تهدد أمن واستقرار دول العالم واجتثاثها من جذورها.
 تركيا: أدانت الخارجية التركية بشدة ما وصفتها بالهجمات الإرهابية وقدمت التعازي للشعب العراقي معربة عن حزنها الشديد بعد الهجوم المزدوج الذي نفذه تنظيم داعش الإرهابي.
 حزب الله: أدان حزب الله اللبناني في بيان ما وصفه بالجريمة الوحشية قائلا أنّ الجريمة استمرار لنهج الإبادة والتخريب والتدمير للإرهابيين في العراق وفي المنطقة، تنفيذاً لمعتقدات فاسدة تسوّغ سفك الدم الحرام في الأشهر الحرم، وتحقيقاً لأهداف مموّليهم وداعميهم من القوى الدولية والإقليمية.

### عالمية
الولايات المتحدة: أدانت السفارة الأميركية في بغداد، «بشدّة» الهجوم معبراً عنه بشاهد آخر على خسة ونذالة داعش وغيرها من الجماعات المتطرفة التي تستهدف المدنيين الأبرياء.
 فرنسا: أدانت فرنسا، الهجوم الذي استهدف مطعما وحاجزاً للتفتيش غرب مدينة الناصرية معربة عن تعازيها لأقارب الضحايا وعن تضامنه مع الشعب العراقى".